# René Groothof
René Peter Marie Groothof (Amsterdam, 19 juni 1949) is een Nederlands theatermaker en acteur. Hij is de jongere broer van acteur Frank Groothof.

## Opleiding en werk
Van 1969 tot 1973 volgde Groothof de mime opleiding aan de Amsterdamse Theaterschool, waarna hij aan de slag ging bij het pantomimetheater Carrousel. Zes jaar later maakte hij de overstap naar het Werkteater. Tussen 1985 en 1989 speelde René drie producties met zijn broer Frank, waarvan het tot een televisieserie voor de VPRO bewerkte Broertjes het bekendste was. Vanaf 1998 is hij verbonden aan film- en theaterorkest MaxTak. In 2006 ontving hij de Gouden Krekel voor de jeugdvoorstelling Meneer Ibrahim en de bloemen van de Koran.

## Privé
Groothof heeft een relatie gehad met actrice Leny Breederveld (1951) en kreeg met haar drie dochters Marie (1981), Lisa (1985) en Dora (1987).

## Filmografie
- Een zwoele zomeravond (1982)
- De smaak van water (1982)
- Max Laadvermogen (1986)
- De schoorsteenveger (1987)
- Broertjes (1988) (televisieserie)
- Theo en Thea en de ontmaskering van het tenenkaasimperium (1989)
- De Freules (1990) (televisieserie)
- Hotel Amor (1991) (televisieserie)
- Pleidooi (1993) (televisieserie)
- De man met de hoed (1993)
- De Vliegende Hollander (1995)
- Mortinho por Chegar a Casa (1996)
- Loenatik (1997) televisieserie
- 13 in de oorlog (2009) (docudrama)
- Brammetje Baas (2012)
- T.I.M. (The Incredible Machine) (2014)
- Wiplala (2014)
- Hallo bungalow (2015)
- Oogappels (2019-heden) (televisieserie)